# تحول قيادة الحلفاء
تحول قيادة الحلفاء (ACT; (بالفرنسية: Le Commandement allié Transformation)‏) هو قيادة عسكرية تابعة لحلف الناتو، التي تشكلت في عام 2003 بعد إعادة هيكلة الناتو.
وكان الهدف منها قيادة التحول العسكري لقوات التحالف وقدراته، باستخدام مفاهيم جديدة مثل قوة الاستجابة التابعة لحلف شمال الأطلسي والمبادئ الجديدة من أجل تحسين الفعالية العسكرية للحلف. عندما انضمت فرنسا مرة أخرى إلى هيكل القيادة العسكرية لحلف شمال الأطلسي في منتصف عام 2009، حدث تغيير كبير حيث أصبح القائد الأعلى للحلفاء (SACT) ضابطًا فرنسيًا. كان أول ضابط فرنسي يشغل منصب SACT هو جنرال القوات الجوية الفرنسية ستيفان أبريال (2009-2012).